# داویت یریتسیان
داویت میکائیلی یریتسیان (ارمنی: Դավիթ Միքայելի Երիցյան؛ زادهٔ ۲۵ ژوئن ۱۹۵۲) یک سیاستمدار اهل ارمنستان است که از تاریخ ۱۹۹۹ تا تاریخ ۲۰۰۳ سمت نمایندگی دوره دوم مجلس ملی جمهوری ارمنستان را برعهده داشت.

## زندگی‌نامه
در ۲۵ ژوئن ۱۹۵۲ به دنیا آمد .